# آرژیلی
آرژیلی (به فرانسوی: Argilly) یک کمون در فرانسه با جمعیت ۴۴۴ نفر است که در Canton of Nuits-Saint-Georges واقع شده‌است.